# Notosacantha rubripennis
Notosacantha rubripennis es una especie de insecto coleóptero de la familia Chrysomelidae.
Fue descrita científicamente en 2000 por Swietojanska.